# 아적인간연화
《아적인간연화》(我的人间烟火)는 2023년 방송되었던 중화인민공화국의 드라마이다.

## 등장 인물
- 양양 - 송옌 역
- 왕초연 - 쉬친 역
- 위대훈 - 멍옌천 역
- 장빈빈 - 쒀진 역
- 양차오웨 - 자이마오 역
- 장웨 - 리멍 역
- 진옥(陈瑾) - 푸원잉 역
- 후커 - 지우마 역
- 범명 (范明) - 지우지우 역
- 바이판 - 멍화이진 역
- 공림 (孔琳) - 지앙마 역
- 맹아새 (孟阿赛) - 양취 역
- 양동 (杨彤) - 강이 역
- 역대천 (易大千) - 잔다이펑 역
- 양우희 (杨雨希) - 예즈 역
- 왕관 (王冠) - 샤오이샤오 역